# ケーオーホテル
ケーオーホテル（英: Keio Hotel）は、愛媛県今治市にかつて存在したホテル。日本食研ホールディングス系列の株式会社ケーオーホテルが運営を行っていた。

## 概要
1991年10月にオープン。愛媛県今治市の南東の温泉郷である湯ノ浦温泉に立地しており、「幸福の演出家」をキャッチコピーにしていた。ヨーロッパ風の外観のほか、湯ノ浦温泉の湯が出る客室などがあり、温泉地を代表する宿泊施設として一角を担ったほか、日本食研ホールディグスの「迎賓館」としての役割も果たしていた。
事業再編により、2020年12月31日に営業を終了。閉館後の建物はグループの日本食研ホールディングスで維持し、研修施設として使用される予定である。

## 周辺
- 湯ノ浦温泉
- クアハウス今治
- 桜井総合公園
- 道の駅今治湯ノ浦温泉
- 伊予桜井漆器会館
- 今治湯ノ浦ハイツ